# Mésangueville
Mésangueville és un municipi francès situat al departament del Sena Marítim i a la regió de Normandia. L'any 2007 tenia 154 habitants.

## Demografia

### Població
El 2007 la població de fet de Mésangueville era de 154 persones. Hi havia 56 famílies de les quals 12 eren unipersonals (4 homes vivint sols i 8 dones vivint soles), 20 parelles sense fills, 20 parelles amb fills i 4 famílies monoparentals amb fills.
La població ha evolucionat segons el següent gràfic:
Habitants censats

### Habitatges
El 2007 hi havia 88 habitatges, 64 eren l'habitatge principal de la família, 17 eren segones residències i 7 estaven desocupats. Tots els 84 habitatges eren cases. Dels 64 habitatges principals, 58 estaven ocupats pels seus propietaris i 6 estaven llogats i ocupats pels llogaters; 1 tenia una cambra, 3 en tenien dues, 10 en tenien tres, 17 en tenien quatre i 32 en tenien cinc o més. 55 habitatges disposaven pel capbaix d'una plaça de pàrquing. A 35 habitatges hi havia un automòbil i a 25 n'hi havia dos o més.

### Piràmide de població
La piràmide de població per edats i sexe el 2009 era:
| Homes | Edats   | Dones |
| ----- | ------- | ----- |
| 0     | 95 o +  | 0     |
| 0     | 90 a 94 | 0     |
| 0     | 85 a 89 | 4     |
| 0     | 80 a 84 | 0     |
| 4     | 75 a 79 | 0     |
| 8     | 70 a 74 | 12    |
| 8     | 65 a 69 | 0     |
| 4     | 60 a 64 | 4     |
| 0     | 55 a 59 | 0     |
| 0     | 50 a 54 | 0     |
| 12    | 45 a 49 | 8     |
| 4     | 40 a 44 | 4     |
| 4     | 35 a 39 | 0     |
| 8     | 30 a 34 | 4     |
| 4     | 25 a 29 | 8     |
| 0     | 20 a 24 | 0     |
| 4     | 15 a 19 | 0     |
| 0     | 10 a 14 | 4     |
| 0     | 5 a 9   | 4     |
| 0     | 0 a 4   | 8     |

## Economia
El 2007 la població en edat de treballar era de 95 persones, 73 eren actives i 22 eren inactives. De les 73 persones actives 65 estaven ocupades (37 homes i 28 dones) i 7 estaven aturades (4 homes i 3 dones). De les 22 persones inactives 8 estaven jubilades, 4 estaven estudiant i 10 estaven classificades com a «altres inactius».

### Ingressos
El 2009 a Mésangueville hi havia 66 unitats fiscals que integraven 170,5 persones, la mediana anual d'ingressos fiscals per persona era de 15.997 €.

### Activitats econòmiques
Dels 5 establiments que hi havia el 2007, 1 era d'una empresa de fabricació d'altres productes industrials, 2 d'empreses de comerç i reparació d'automòbils, 1 d'una empresa immobiliària i 1 d'una empresa de serveis.
L'any 2000 a Mésangueville hi havia 13 explotacions agrícoles que ocupaven un total de 546 hectàrees.

## Poblacions més properes
El següent diagrama mostra les poblacions més properes.